# Cơ cấu chấp hành
Cơ cấu chấp hành là một loại động cơ dùng để di chuyển hoặc điều khiển một cơ cấu hay hệ thống.
Nó được vận hành bởi một nguồn năng lượng, điển hình là dòng điện, áp lực thủy lực, hoặc áp lực khí nén, và chuyển năng lượng đó thành chuyển động.
Một cơ cấu chấp hành là cơ cấu mà một hệ thống điều khiển tác động theo môi trường. Hệ thống điều khiển đó có thể đơn giản (một cơ cấu cơ khí cố định hoặc hệ thống điện tử cố định), dựa trên phần mềm (ví dụ: một trình điều khiển máy in, hệ thống điều khiển robot), một người, hoặc bất kỳ đầu vào khác.

## Lịch sử
Lịch sử của hệ thống chấp hành bằng khí nén và hệ thống chấp hành thủy lực được tính từ khoảng thời gian thế chiến thứ II (1938). Nó lần đầu tiên được tạo ra bởi Xhiter Anckeleman (phát âm là 'Ziter') người sử dụng kiến thức của mình về động cơ và các hệ thống phanh để xây dựng một giải pháp mới để đảm bảo rằng phanh trên một chiếc xe hơi phải phát được một lực lượng tối đa, với ít hao mòn có thể nhất.

### Thủy lực
Thiết bị truyền động thủy lực bao gồm xi lanh hay động cơ chất lỏng sử dụng năng lượng thủy lực để đơn giản hóa hoạt động cơ khí. Chuyển động cơ khí sẽ tạo ra các chuyển động thẳng, xoay hoặc dao động. Bởi vì các chất lỏng gần như không thể nén lạ được, thiết bị truyền động thủy lực có thể tạo ra một lực lớn. Nhược điểm của phương pháp này là giới hạn trong quá trình tăng tốc.
Xi lanh thủy lực bao gồm một ống hình trụ rỗng đi kèm một piston có thể trượt dọc theo nó. Thuật ngữ một chiều (single acting) được sử dụng khi áp lực chất lỏng chỉ đi theo một bên của piston. Piston có thể di chuyển theo một hướng, một lò xo thường được sử dụng để tạo cho piston có thể di chuyển ngược lại. Thuật ngữ tác động hai chiều (double acting) được sử dụng khi áp lực tác động trên mỗi bên của piston; nếu có bất kỳ sự chênh lệch áp lực giữa hai bên của piston, piston sẽ dịch chuyển về phía này hay phía kia (phía có áp lực nhỏ hơn).

### Khí nén

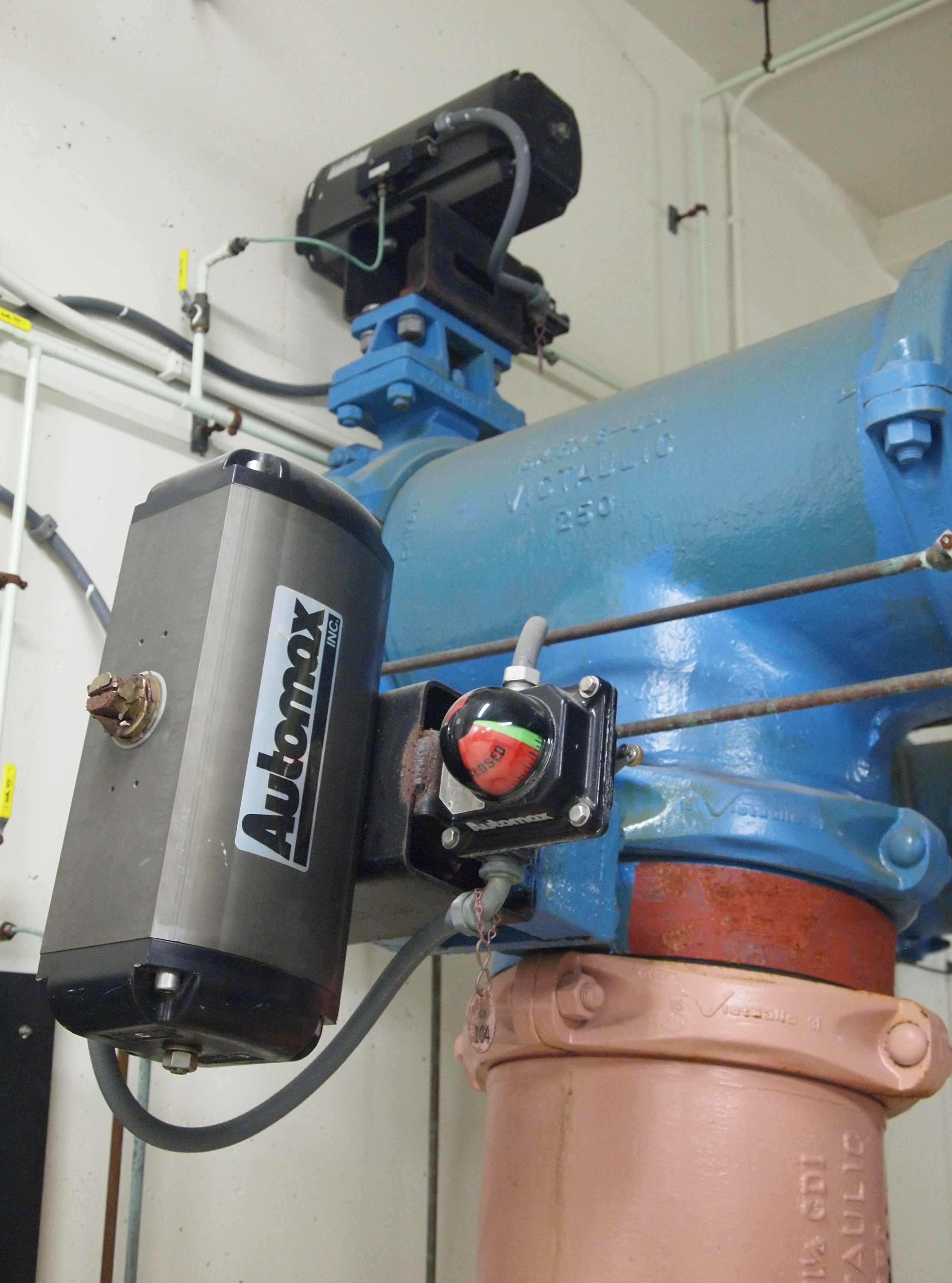
Cơ cấu chấp hành thanh răng khí nén cho van điều khiển của đường ống nước

Thiết bị truyền động bằng khí nén chuyển đổi năng lượng được hình thành bởi chân không hoặc khí nén ở áp suất cao thành hoặc là chuyển động thẳng hoặc là chuyển động quay. Năng lượng khí nén là năng lượng lý tưởng cho điều khiển động cơ chính, bởi vì nó có thể đáp ứng khởi động và dừng lại một cách nhanh chóng vì nguồn năng lượng không cần phải dự trữ để hệ thống làm việc.
Các bộ chấp hành khí nén cho phép một lực đáng kể được tạo ra từ những thay đổi áp suất tương đối nhỏ. Các lực này thường được sử dụng với van để di chuyển các vách ngăn để tác động đến dòng chảy của chất lỏng thông qua các van.

### Điện
Một thiết bị truyền động điện bao gồm một động cơ điện chuyển đổi năng lượng điện thành mô-men xoắn cơ học. Điện năng được sử dụng cho các thiết bị chấp hành như van nhiều cấp. Đó là một trong những bộ chấp hành sạch và dễ kiếm nhất vì nó không cần phải dùng dầu.

### Nhiệt hoặc từ trường (hợp kim nhớ hình dạng)
Các thiết bị chấp hành sử dụng năng lượng nhiệt hoặc từ trường đã được sử dụng trong các ứng dụng thương mại. Chúng có xu hướng nhỏ gọn, trọng lượng nhẹ, tiết kiệm và với mật độ năng lượng cao. Các bộ chấp hành này sử dụng các vật liệu nhớ hình dạng (SMM-shape memory material), chẳng hạn như hợp kim nhớ hình dạng (SMA-shape memory alloy) hoặc hợp kim nhớ hình dạng từ tính (MSMA-magnetic shape-memory alloy). Một số nhà sản xuất nổi tiếng chuyên sản xuất các thiết bị này là Modti Inc của Phần Lan, Dynalloy và Rotork của Mỹ.

### Cơ khí
Một thiết bị truyền động cơ khí thực hiện chuyển động bằng cách chuyển đổi một loại chuyển động, chẳng hạn như chuyển động quay, thành một dạng khác, chẳng hạn như chuyển động thẳng. Một ví dụ là một bánh răng và thanh răng. Hoạt động của thiết bị truyền động cơ khí dựa trên sự kết hợp của các thành phần cấu trúc, chẳng hạn như bánh răng và đường ray, hoặc ròng rọc và xích.

## Ví dụ và ứng dụng
Trong kỹ thuật, các thiết bị truyền động thường được sử dụng như là các cơ cấu để khởi đầu chuyển động, hoặc để kẹp một vật cũng như hạn chế chuyển động. Trong kỹ thuật điện tử, thiết bị chấp hành là một phân ngành của các bộ biến đổi. Chúng là các thiết bị biến đổi một tín hiệu đầu vào (chủ yếu là một tín hiệu điện) thành chuyển động.

### Các ví dụ về thiết bị chấp hành
- Comb drive
- Thiết bị kỹ thuật số micromirror (vi gương)
- Động cơ điện
- Electroactive polymer
- Xi lanh thủy lực
- Thiết bị truyền động áp điện (piezoelectric)
- Thiết bị truyền động bằng khí nén
- Động cơ servo
- Thermal bimorph
- Kích vít

### Chuyển chuyển động tròn sang chuyển động thẳng
Các động cơ chủ yếu được sử dụng khi cần chuyển động tròn, nhưng cũng có thể được sử dụng đối với các ứng dụng chuyển động thẳng bằng cách chuyển đổi chuyển động tròn sang chuyển động thẳng bằng một vít me hoặc cơ cấu tương tự. Mặt khác, một số thiết bị chấp hành về bản chất là chuyển động thẳng, chẳng hạn như cơ cấu truyền động áp điện (piezoelectronic). Chuyển đổi giữa chuyển động tròn và chuyển động thẳng thường được thực hiện thông qua một vài loại cơ cấu đơn giản bao gồm:
- Trục vít: tất cả các cơ cấu truyền động kích vít, vít me bi và con lăn trục vít đều các hoạt động trên nguyên tắc máy cơ đơn giản được gọi là vít. Bằng cách xoay đai ốc của cơ cấu chấp hành này, trục vít sẽ di chuyển theo một đường. Bằng cách di chuyển trục vít, đai ốc sẽ xoay theo.
- Bánh xe và trục: các cơ cấu chấp hành Palăng, tời, thanh răng và bánh răng, truyền động bằng xích, xích đứng và dây cua-roa đứng hoạt động dựa trên nguyên lý của bánh xe và trục. Bằng cách quay một bánh xe/trục (ví dụ như hình trụ tròn, bánh răng, ròng rọc hoặc trục) thì bộ phận chuyển động thẳng (ví dụ như cáp, giá đỡ, xích hoặc dây cua-roa) sẽ di chuyển theo. Bằng cách di chuyển các bộ phận chuyển động thẳng, bánh xe/trục sẽ quay theo.[5]

### Công cụ ảo
Trong công cụ ảo, các cơ cấu chấp hành và bộ cảm biến là các thành phần bổ sung phần cứng của các thiết bị ảo.

## Đo lường hiệu suất
Các thông số đo lường hiệu suất đối với thiết bị truyền động bao gồm tốc độ, gia tốc và lực (ngoài ra còn có tốc độ góc, gia tốc góc, và mô-men xoắn), cũng như hiệu suất năng lượng và cần cân nhắc như khối lượng, thể tích, điều kiện vận hành, và độ bền, trong số những tiêu chuẩn khác.

### Lực
Khi xem xét lực trong các cơ cấu truyền động cho các ứng dụng, hai số liệu chính nên được xem xét. Đó là tải trọng tĩnh và tải trọng động. Tĩnh tải là độ lớn lực chịu được của cơ cấu chấp hành khi không phải chuyển động. Ngược lại, tải trọng động của thiết bị truyền động là độ lớn lực chịu được trong khi chuyển động. Hai khía cạnh này hiếm khi có cùng một trọng lượng và phải được xem xét một cách riêng biệt.

### Tốc độ
Tốc độ nên được coi là chủ yếu ở một tốc độ không tải, vì tốc độ sẽ không thay đổi giảm khi tải tăng. Đánh giá tốc độ sẽ giảm sẽ trực tiếp tương quan với độ lớn lực và vận tốc ban đầu.

### Điều kiện vận hành
Các cơ cấu chấp hành  thường được sắp xếp bằng cách sử dụng hệ thống xếp hạng Mã IP tiêu chuẩn. Những thiết bị được xếp hạng dành cho các môi trường độc hại sẽ có xếp hạng IP cao hơn so với những thiết bị dành cho con người hoặc được dùng phổ biến trong công nghiệp.

### Độ bền
Điều này sẽ được xác định bởi mỗi nhà sản xuất, tùy thuộc vào cách sử dụng và chất lượng.